# Карубаца-Мота
Карубаца-Мота је насеље у Италији у округу Катанија, региону Сицилија.
Према процени из 2011. у насељу је живело 3170 становника. Насеље се налази на надморској висини од 240 м.